# 阿瑟·埃里克森

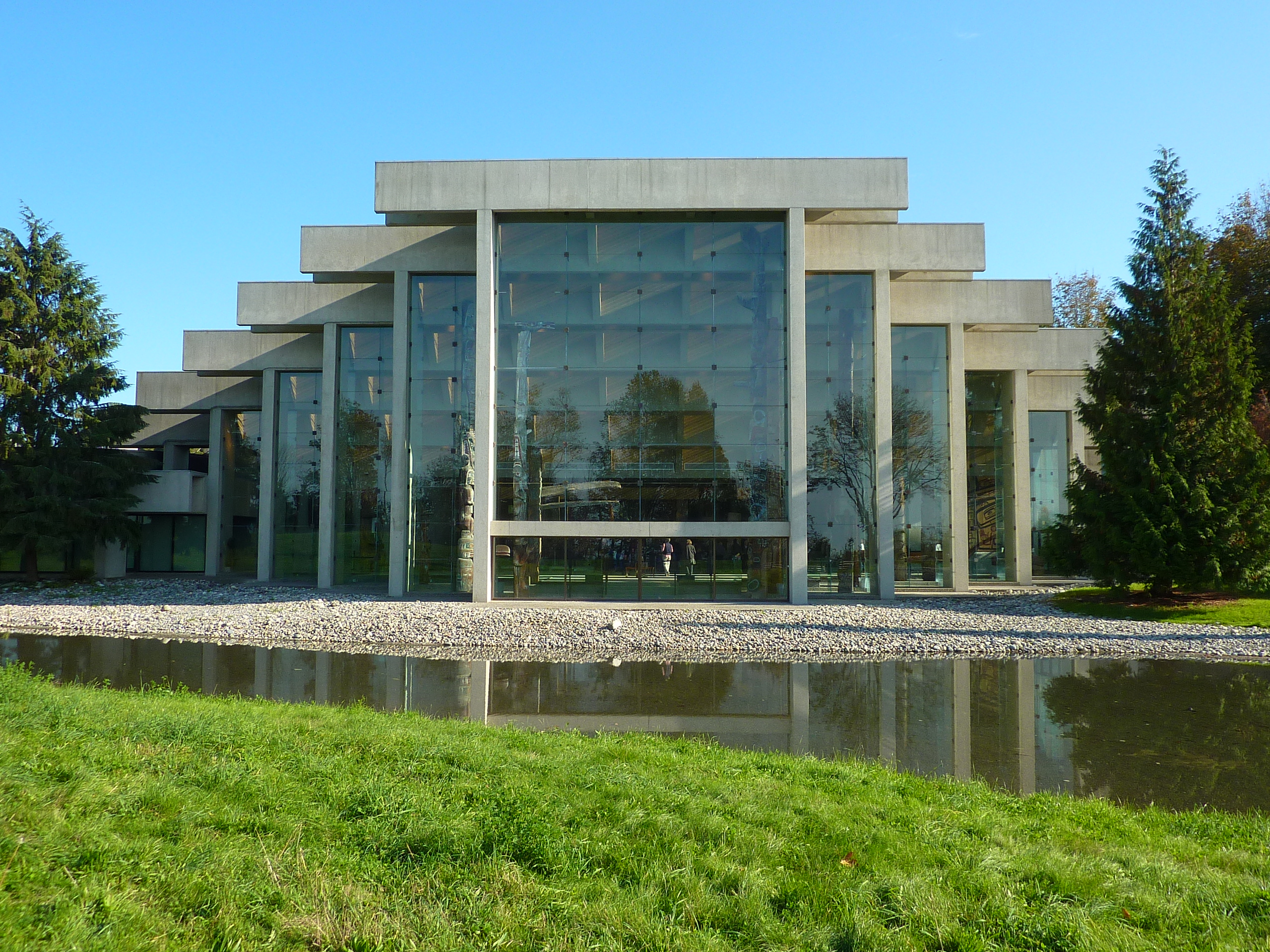
UBC人類學博物館（1976年）

阿瑟·查理斯·埃里克森CC（1924年6月14日—2009年5月20日）是一位加拿大建築師及城市規劃師。

## 生平
埃里克森出生於溫哥華，父母分別是奧斯卡·埃里克森（Oscar Erickson）和莫特·查特森（Myrtle Chatterson）。
他曾在不列顛哥倫比亞大學學習。二戰期間在加拿大情報部隊服役。1950年自麥吉爾大學畢業，并開始和傑佛里·梅西一起設計建築。1963年二人完成為西蒙弗雷澤大學設計的獲獎作品。他的作品後來也被蒂科·克爾等藝術家繪入畫中。
1973年獲得加拿大勳章，1986年獲得AIA金獎。2009年5月20日他的家人宣佈其死訊。

## 作品
埃里克森的部分作品如下：
- 1965年起分階段完成：卑詩省本拿比西門菲沙大學校園[4]
- 1970年：日本大阪1970年世界博覽會加拿大政府展館[4]
- 1976年：卑詩省溫哥華UBC人類學博物館
- 1978年：安大略省多倫多艾靈頓西地鐵站（與克利福德及洛里建築事務所共同設計）
- 1978年：安大略省多倫多約克戴爾地鐵站
- 1978年至1983年間分階段完成：卑詩省溫哥華洛遜廣場和新卑詩省法院大樓建築群，及舊法院大樓修改成溫哥華美術館新館項目
- 1982年：安大略省多倫多萊湯遜音樂廳
- 1985年：加州洛杉磯加利福尼亞廣場一期
- 1989年：華盛頓哥倫比亞特區加拿大駐美國大使館大樓
- 1992年：加州洛杉磯加利福尼亞廣場二期

## 外部連結
- Official website （页面存档备份，存于）
- Historic Places in Canada （页面存档备份，存于）
- The Macmillan Bloedel Building (1965) Vancouver
- Provincial Law Courts Vancouver (1973), Interior Concourse View
- Arthur Erickson archive at the Canadian Centre for Architecture
- Mercer, Katie & Chan, Cheryl. "B.C. architect Arthur Erickson dead at 84," The Province (Vancouver), Thursday, May 21, 2009.
- Sinoski, Kelly. "Renowned architect Arthur Erickson dead at 84," The Vancouver Sun, Thursday, May 21, 2009.
- Nick Milkovich Architects Inc. （页面存档备份，存于）